# Clam Concerts
Die Clam Concerts sind Freiluftkonzerte mit international bekannten Musikern auf dem Areal unterhalb der Burg Clam in Klam im Bezirk Perg im Unteren Mühlviertel in Oberösterreich.
Seit mittlerweile 30 Jahren finden jährlich im Sommer einzigartige Konzerte auf der oberösterreichischen Burg Clam statt. Als eine der außergewöhnlichsten und spektakulärsten Konzert- und Event-Location Österreichs, hat sich die Veranstaltungsreihe von CLAM LIVE im In- und Ausland einen Namen gemacht.
Zahlreiche nationale und internationale Musiker und Künstler waren bereits Gast auf dem historischen Areal unterhalb der mittelalterlichen Festung. Für Konzerte stehen zwei verschiedene Bühnen zur Verfügung. Eine Bühne befindet sich im Garten der Burgbrauerei, eine zweite Bühne auf der Wiese des Meierhofes unterhalb der Burg. Auf der Meierhofwiese können bis zu 9.000 Konzertbesucher die Auftritte der Stars in einer unvergleichbaren Atmosphäre erleben. Die Burg Clam ist aber nicht nur eine einzigartige Kulisse für legendäre Open-Air-Konzerte, die mittelalterliche Festung, welche zu den schönsten Burgen Österreichs zählt, ist auch immer noch der Wohnsitz einer gräflichen Familie.

## Akteure
Unter anderen konnten innerhalb der letzten zwei Jahrzehnte nachstehend angeführte Sänger, Musiker, Musikgruppen und Persönlichkeiten ein oder mehrmals für Auftritte bei den Clam Konzerten verpflichtet werden: (die Zahlenangaben betreffen die Jahre mit Auftritt in Klam)
- Bryan Adams: 2011, 2019
- a-ha: 2010
- Alkbottle: 1995
- Wolfgang Ambros: 2010, 2019, 2022
- Die Ärzte: 2008
- Willy Astor: 2010, 2005
- Ausseer Hardbradler: 2004
- Australian Pink Floyd Show: 2009
- Austria 3: 2005, 2004, 2000
- Les Babacools: 2005
- Bauchklang: 2005
- Beginner: 2004
- George Benson: 2005
- Monti Beton:2002
- Matt Bianco: 2009
- Reinhold Bilgeri: 2011
- Bloodhound Gang: 2007
- Blood, Sweat & Tears: 1995
- James Blunt: 2011, 2018
- The BossHoss: 2008
- Broadlahn: 1994
- Till Brönner: 2002
- Eric Burdon and the Animals: 2015, 2009
- Iron Butterfly: 2005
- Mini Bydlinski: 1995
- John Cale: 2022
- Nick Cave: 2018, 2022
- Canned Heat: 2011, 2009, 2005,
- Canadian Brass: 1994
- Roger Chapman: 2008
- Joe Cocker: 2011, 2005
- Sarah Connor: 2017
- Peter Cornelius: 2010
- Cosmic Casino: 2007
- Country Joe: 2005
- Alice Cooper: 2005
- David Coverdale: 2008
- Randy Crawford: 2010, 2002, 1994
- Deep Purple: 2022
- Willy DeVille: 2002
- Alfred Dorfer: 1994
- The Dubliners: 1995
- Candy Dulfer: 2002
- Bob Dylan: 2014
- EAV: 2011, 2019
- Keith Emerson: 2006
- David Gilmour: 2006
- Ray Manzarek & Robbie Krieger (The Doors): 2010
- Flying Pickets: 2002, 1995
- John Fogerty: 2014, 2008, 2007
- Foreigner: 2019
- Gentleman and the Boccaniers: 2002
- Hubert von Goisern: 2002, 2001, 2015, 2016, 2022
- Gotan Project: 2002
- Herbert Grönemeyer: 1996, 2015
- Nasty Habits: 2011
- Josef Hader: 1995
- Nina Hagen:
- Alfons Haider: 2002
- Haindling: 2010, 2002, 1994
- HMBC: 2011
- Ludwig Hirsch: 1994
- Roger Hodgson: 2015, 2010, 2007, 2006
- Hot Pants Road Club: 2007
- Ich + Ich: 2008
- Inner Circle: 1995
- Billy Idol: 2008
- Al Jarreau: 2005
- Jethro Tull: 2004, 2019
- Judas Priest: 2022
- Johann K. & Monti Beton: 2011
- Elton John: 2019
- Mark Knopfler: 2015
- Robby Krieger: 2011
- Kris Kristofferson: 2008
- LaBrassBanda: 2022
- Lambchop: 2004
- Andy Lee Lang and the Spirits: 2005
- Lemo: 2022
- Helmut Lohner: 1994
- Manfred Mann’s Earth Band: 2010, 2008, 2005, 2002
- Ray Manzarek: 2011
- Glenn Miller Orchestra: 1995, 1993
- Milow: 2011, 2019
- Minisex: 2011
- Mojo Blues Band: 2005, 1995, 1993
- Monta: 2007
- Melanie: 2005
- Alanis Morissette: 2001
- Van Morrison: 2002
- Mother’s Finest: 2011, 1995
- Xavier Naidoo: 2006, 2004
- Nazareth: 2015, 2006
- Nena: 2004
- Nickelback: 2018
- One Republic: 2015
- Ostbahn Kurti: 2017
- Patrice: 2005
- Procol Harum: 2005
- Lou Reed:
- Pasadena Roof Orchestra: 1994
- Pink: 2007
- Pizzera & Jaus: 2022
- Gerhard Polt: 1995
- Pro Brass: 1993
- Martin Pyrker: 1995
- Eros Ramazzotti: 2010
- The Rasmus: 2004
- Revolverheld: 2006
- Georg Ringsgwandl: 1994
- Carlos Santana: 2011
- Seal: 2008
- Otto Schenk: 2010, 1995, 1994, 1993
- Die Schröders: 1995
- Scorpions: 2019
- Seeed: 2006
- Die Seer: 2017
- Seiler und Speer: 2019, 2022
- Silbermond: 2009, 2006
- Nick Simper: 2011
- Simply Red: 2009
- Skolka: 2022
- Slash feat. Myles Kennedy: 2015
- Patti Smith: 2003
- Smokie: 2002, 2001
- Söhne Mannheims: 2008, 2005, 2004
- Hans Söllner: 2006, 2002, 1993
- The Spencer Davis Group: 2010
- Sportfreunde Stiller: 2007
- Gert Steinbäcker: 2022
- Parov Stelar: 2022
- Rod Stewart: 2019
- Sting: 2017, 2019
- S.T.S.: 2008
- Christina Stürmer: 2007
- Sunrise Avenue: 2011, 2014, 2018
- The Sweet: 2022
- Ten Years After: 2011, 2009, 2005
- Hans Theessink: 2005
- Thirty Seconds to Mars: 2019
- Toto: 2010, 2006, 2015, 2019
- Unheilig: 2011
- Uriah Heep: 2001, 2002, 2008, 2010, 2015, 2022
- The Wailers: 2002
- Der Watzmann ruft: 2011, 2112
- Weber: 1995
- Konstantin Wecker: 2011, 2010, 2008, 2005, 1995, 1994
- Stefanie Werger: 2010, 2002
- Whitesnake: 2008
- Kim Wilde: 2004
- Wir sind Helden: 2011, 2005
- Wishbone Ash: 2005
- Axel Zwingenberger: 1995, 1993
- Zucchero: 2004, 2022
- ZZ Top: 2019